# Sant Martí Vell
Sant Martí Vell is een gemeente in de Spaanse provincie Girona in de regio Catalonië met een oppervlakte van 17 km². Sant Martí Vell telt 250 inwoners (1 januari 2016).

## Demografische ontwikkeling
Bron: INE, 1857-2011: volkstellingen
Opm.: Van 1887 tot 1930 behoorde Sant Martí Vell tot de gemeente Madremanya